# Pir vo vrémia txumí
Pir vo vrémia txumí, Пир во время чумы  (Пир во время чумы) (títol original en rus, en català Un festí durant la pesta) és una obra dramaticomusical en un acte composta  per César Cui sobre un llibret en rus d'Aleksandr Puixkin, basat en Un festí durant la pesta del mateix autor. Es va estrenar l'11 de novembre de 1901 al Moscou de Rússia.